# Vlag van Hamburg

Vlag van Hamburg (ratio 2:3 en 3:5)

Hamburgische Staatsflagge (ratio 2:3 en 3:5)

De vlag van Hamburg bestaat uit een rood veld met in het midden een witte toren met daarboven twee witte sterren. De toren is afkomstig uit het wapen van Hamburg. De Hamburgische Staatsflagge wordt alleen door de Senaat van Hamburg als staatshoofd gebruikt. De vlag werd voor het eerst gebezigd op 8 oktober 1897.